# Adolescenza inquieta (film 2004)
Adolescenza inquieta (Book of Love) è un film statunitense del 2004, diretto da Alan Brown.
Il film è stato presentato il 18 gennaio 2004 al Sundance Film Festival.